# Gotytom Gebreslase
Gotytom Gebreslase (en amárico: ጎተይቶም ገብረሥላሴ, 15 de enero de 1995) es una deportista etíope que compite en atletismo, especialista en la prueba de maratón.
Ganó dos medallas en el Campeonato Mundial de Atletismo, en los años 2022 y 2023. Obtuvo la victoria en la Maratón de Berlín de 2021.

## Palmarés internacional
| Campeonato Mundial | Campeonato Mundial      | Campeonato Mundial | Campeonato Mundial |
| Año                | Lugar                   | Medalla            | Prueba             |
| ------------------ | ----------------------- | ------------------ | ------------------ |
| 2022               | Eugene (Estados Unidos) | Medalla de oro     | Maratón            |
| 2023               | Budapest (Hungría)      | Medalla de plata   | Maratón            |